# Эсперс
Эспе́рс (фр. Esperce, окс. Espèrça) — коммуна во Франции, находится в регионе Юг — Пиренеи. Департамент — Верхняя Гаронна. Входит в состав кантона Сентгабель. Округ коммуны — Мюре.
Код INSEE коммуны — 31173.

## География

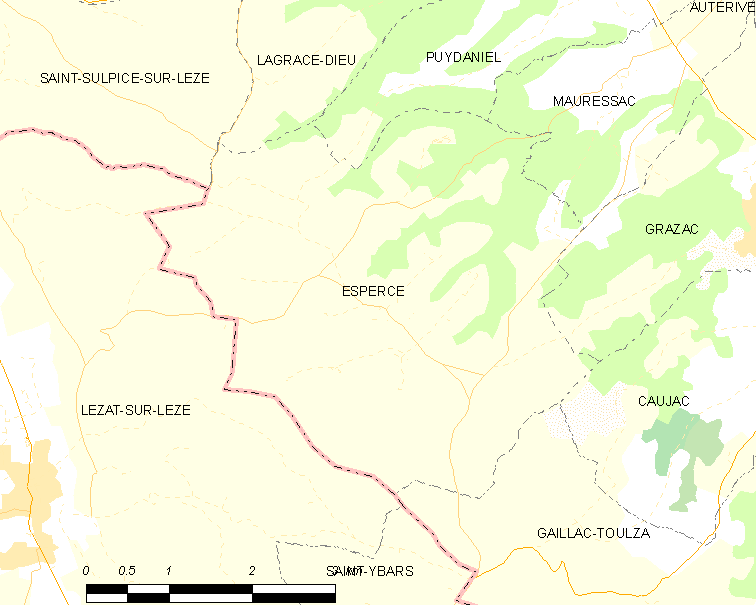
Карта коммуны

Коммуна расположена приблизительно в 630 км к югу от Парижа, в 35 км к югу от Тулузы.

## Климат
Климат умеренно-океанический. Зима мягкая и снежная, весна характеризуется сильными дождями и грозами, лето сухое и жаркое, осень солнечная. Преобладают сильные юго-восточные и северо-западные ветры.

## Население
Население коммуны на 2010 год составляло 237 человек.
| 1962 | 1968 | 1975 | 1982 | 1990 | 1999 | 2010 |
| ---- | ---- | ---- | ---- | ---- | ---- | ---- |
| 303  | 220  | 201  | 176  | 186  | 210  | 237  |

## Администрация
| Период | Период | Фамилия          | Партия | Примечания |
| ------ | ------ | ---------------- | ------ | ---------- |
| 1989   | 1995   | Эрве Распо       |        |            |
| 1995   | 2004   | Брюно Гонсалес   |        |            |
| 2004   | 2008   | Патрик Лакампань |        |            |
| 2008   | 2014   | Мишель Маникер   |        |            |
| 2014   | 2020   | Патрик Лакампань |        |            |

## Экономика
В 2010 году среди 152 человек трудоспособного возраста (15—64 лет) 120 были экономически активными, 32 — неактивными (показатель активности — 78,9 %, в 1999 году было 71,1 %). Из 120 активных жителей работали 118 человек (69 мужчин и 49 женщин), безработных было 2 (1 мужчина и 1 женщина). Среди 32 неактивных 13 человек были учениками или студентами, 13 — пенсионерами, 6 были неактивными по другим причинам.

## Фотогалерея

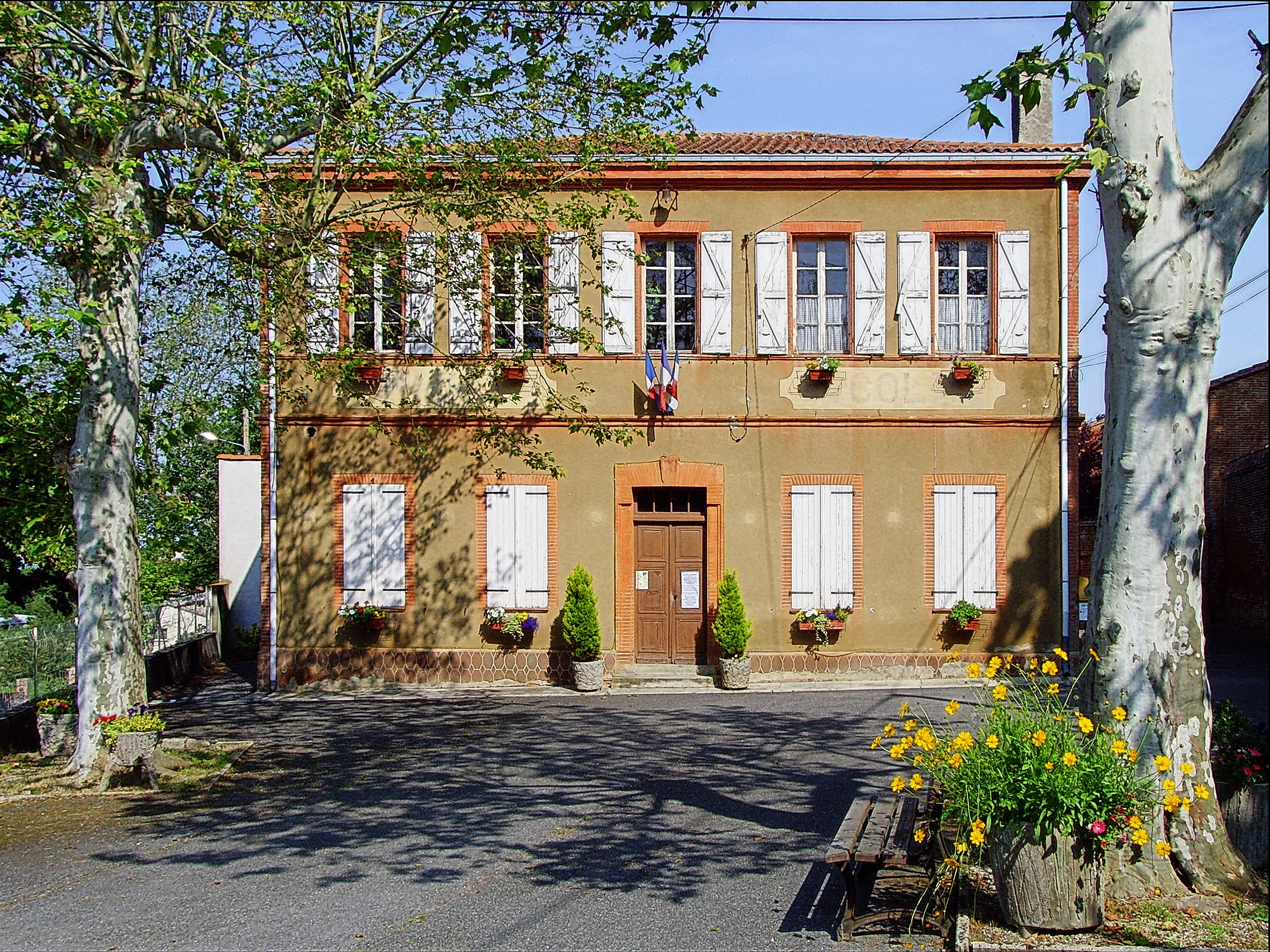
Мэрия
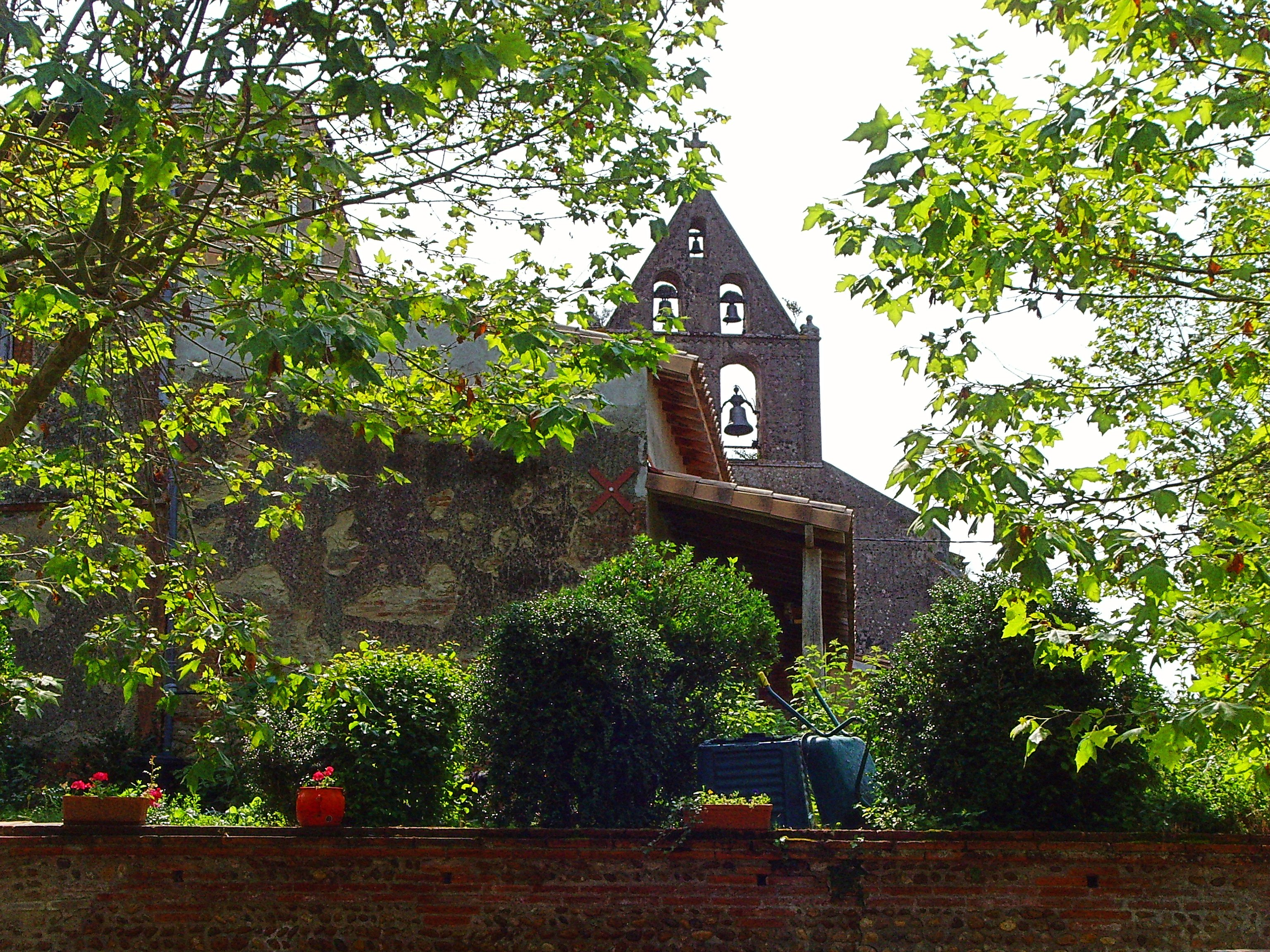
Колокольня церкви Св. Варфоломея
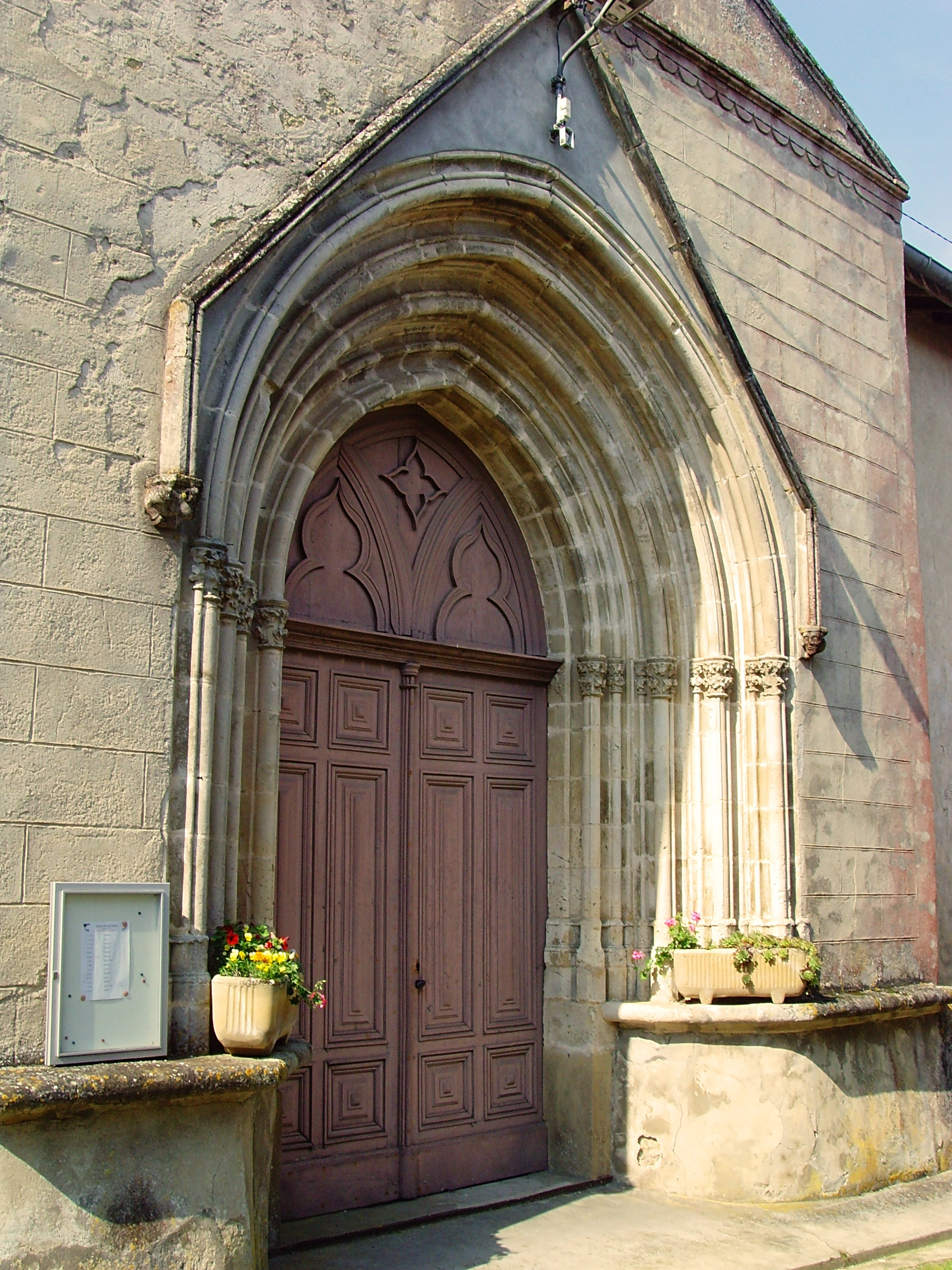
Портал церкви Св. Варфоломея
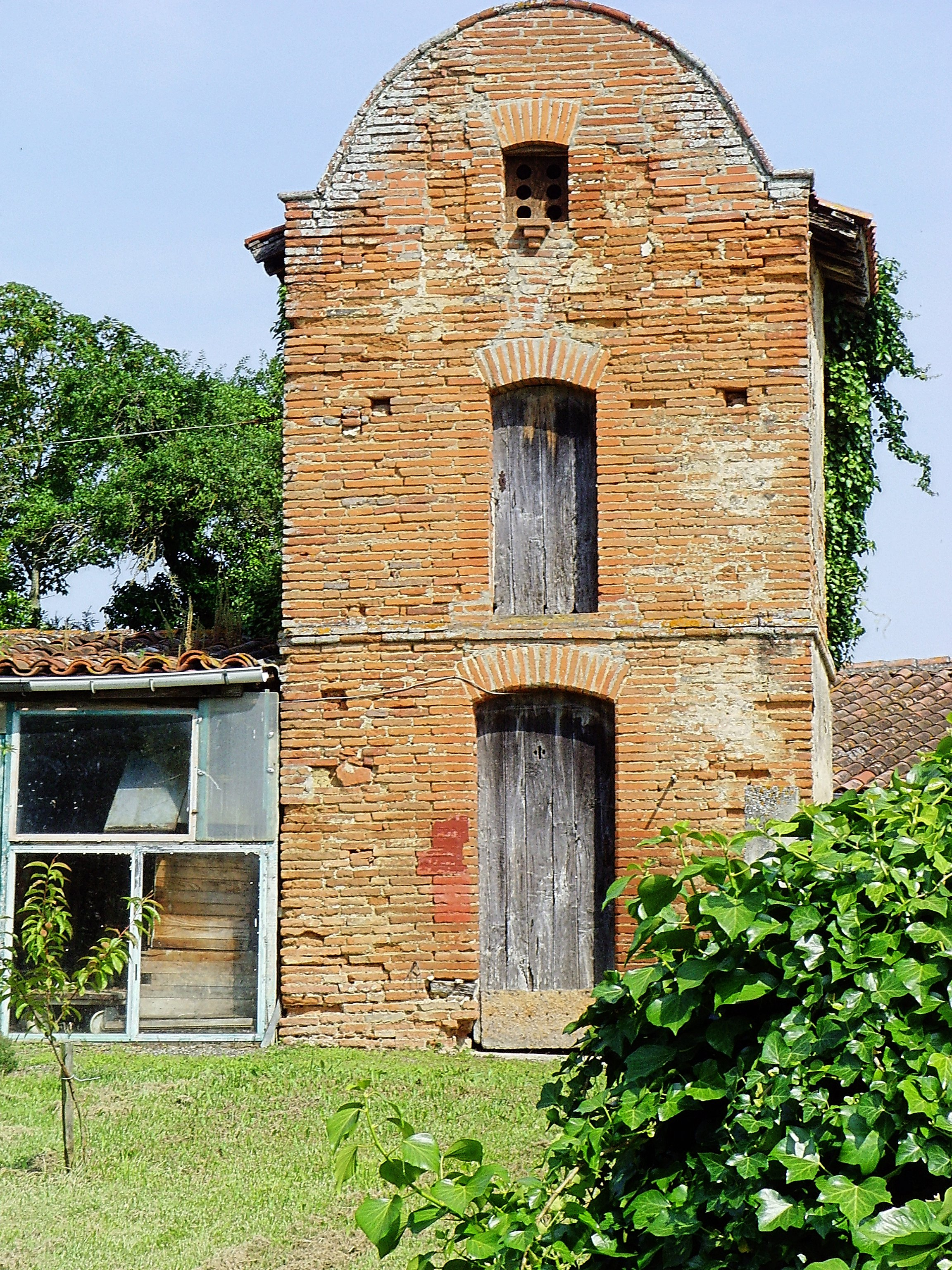
Голубятня
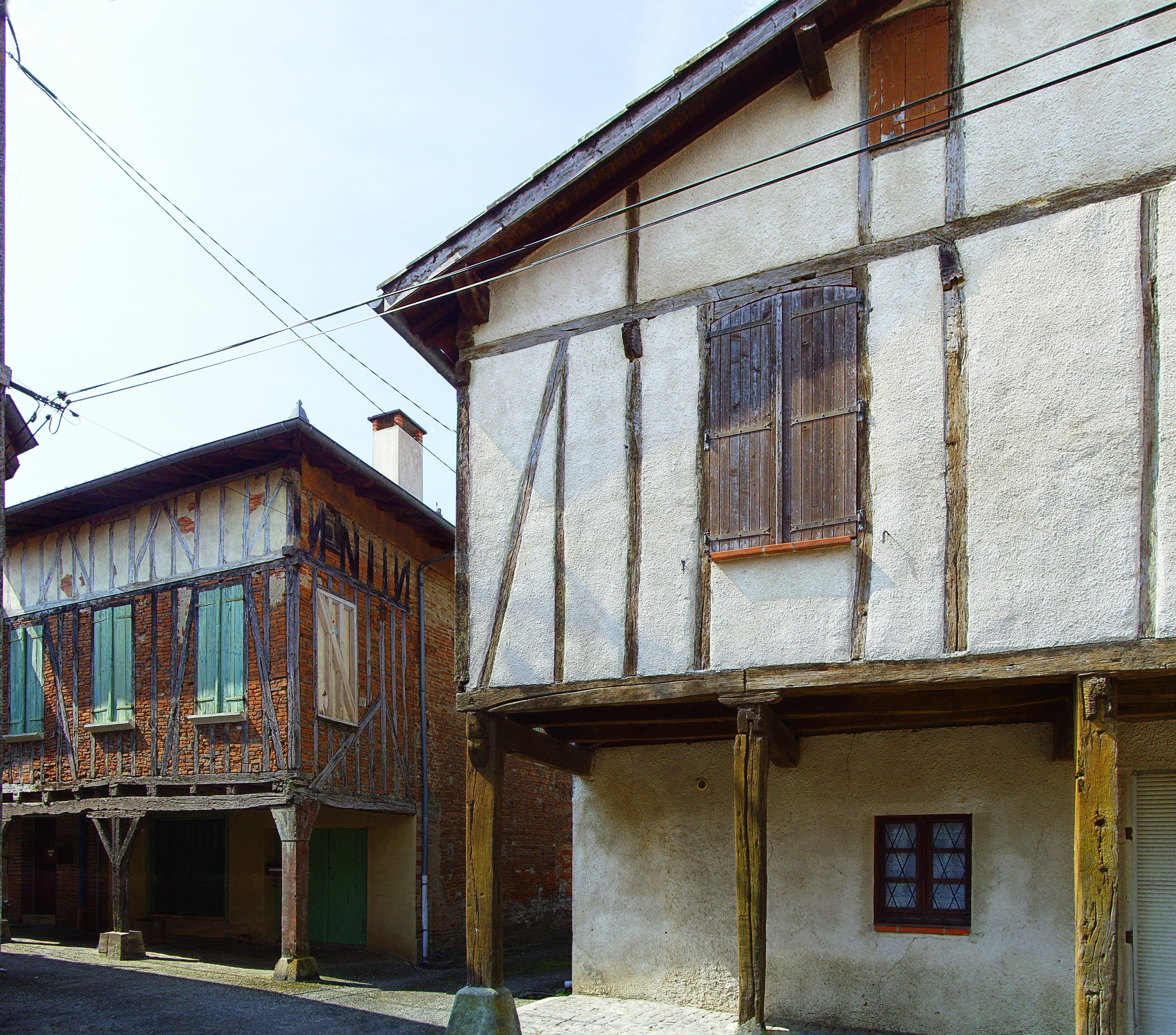
Фахверковые дома